# Дело Мурера: Хроники одного судебного процесса
«Дело Мурера: Хроники одного судебного процесса» (нем. Murer: Anatomie eines Prozesses) — художественный фильм режиссёра Кристиана Фроша, совместное производство Австрии и Люксембурга. Премьера состоялась 13 марта 2018 года на кинофестивале «Диагональ», где фильм был удостоен награды за лучшую полнометражную киноленту. Релиз в австрийских кинотеатрах состоялся 16 марта 2018 года. В Германии фильм вышел в прокат 22 ноября. 6 сентября 2020 года фильм транслировался на австрийском телеканале Österreichischer Rundfunk.

## Сюжет
В годы Второй мировой войны австрийский офицер СС Франц Мурер управлял Вильнюсским гетто. За особую жестокость к евреям Мурер стал известен как Вильнюсский мясник. После поражения нацистской Германии в войне Мурер вернулся в Австрию. В 1962 году в городе Грац он предстал перед судом благодаря усилиям охотника на нацистов Симона Визенталя. Выжившие в Холокосте едут свидетельствовать против него. Несмотря на неопровержимые доказательства, суд закончился в 1963 году оправдательным приговором.

## В ролях
| Актёр          | Роль                                |
| -------------- | ----------------------------------- |
| Карл Фишер     | обершарфюрер СС Франц Мурер         |
| Карл Марковиц  | охотник на нацистов Симон Визенталь |
| Райнер Вёсс    | журналист Карл Новак                |
| Герхард Либман | Юлиус Клойбер                       |
| Харви Фридман  | доктор Фейгенберг                   |
| Люк Фейт       | гауптшарфюрер СС Мартин Вайс        |
| Мики Хардт     | Рихтер                              |
| Дов Гликман    | Леон Шмигель                        |